# Theope virgilius
Theope virgilius is een vlindersoort uit de familie van de prachtvlinders (Riodinidae), onderfamilie Riodininae.
Theope virgilius werd in 1793 beschreven door Fabricius.